# Président de la Roumanie
Le président de la Roumanie (en roumain : Președintele României) est le chef de l'État roumain, dont les compétences politiques et institutionnelles sont régies par le chapitre II de la Constitution de 1991.
L'actuel titulaire de la fonction est Nicușor Dan, depuis le 26 mai 2025.

## Élection présidentielle
Le président de la Roumanie est élu au scrutin uninominal majoritaire à deux tours pour un mandat de cinq ans renouvelable une seule fois. Est élu le candidat qui réunit la majorité absolue des suffrages du total des électeurs inscrits sur les listes électorales. À défaut, un second tour est organisé entre les deux candidats arrivés en tête, et celui recueillant le plus de suffrages est déclaré élu,.
Avant la révision constitutionnelle de 2003, effective en 2004, la durée du mandat était de quatre ans.
Les résultats sont validés par la Cour constitutionnelle. Le président élu prête ensuite serment devant la Chambre des députés et le Sénat, réunis en séance commune.

### Prestation de serment
La prestation de serment est constitutive de la fonction, c'est-à-dire que le mandat de président commence lorsque le serment a été prêté. Le serment, prêté devant la Chambre des députés et le Sénat en séance commune, est le suivant :

« Je jure de consacrer toute ma force et toutes mes capacités à la prospérité spirituelle et matérielle du peuple roumain, de respecter la Constitution et les lois du pays, de défendre la démocratie, les droits fondamentaux et les libertés fondamentales des citoyens, la souveraineté, l'indépendance, l'unité et l'intégrité territoriale de la Roumanie. Que Dieu m'y aide ! »

— Article 82(2) de la Constitution.

« Jur să-mi dăruiesc toată puterea şi priceperea pentru propăşirea spirituală şi materială a poporului român, să respect Constituţia şi legile ţării, să apăr democraţia, drepturile şi libertăţile fundamentale ale cetăţenilor, suveranitatea, independenţa, unitatea şi integritatea teritorială a României. Aşa să-mi ajute Dumnezeu ! »

— Article 82(2) de la Constitution.

### Indépendance de la fonction
En vertu de l’article 84(1) de la Constitution, le président de la Roumanie ne peut, durant la durée de son mandat, être membre d'aucun parti et ne peut exercer aucune autre fonction publique ou privée.

## Compétences
Les compétences du président sont :
- la nomination du gouvernement. « Le président de la Roumanie désigne un candidat à la fonction de Premier ministre et nomme le Gouvernement sur la base d'un vote de confiance accordé par le Parlement »[6] ;
- la consultation du gouvernement[7] ;
- « le président de la Roumanie peut participer aux réunions du Gouvernement au cours desquelles sont discutés les problèmes d'intérêt national portant sur la politique extérieure, la défense du pays, la protection de l'ordre public et, sur demande du Premier ministre, en d'autres situations ». Il préside les réunions auxquelles il participe[8] ;
- le président de la Roumanie adresse au Parlement des messages portant sur les principaux problèmes politiques de la nation[9] ;
- la dissolution du Parlement[10] ;
- il convoque les référendums[11] ;
- il conclut les traités internationaux[12] ;
- sur proposition du gouvernement, il accrédite et rappelle les représentants diplomatiques de la Roumanie et approuve la création, la suppression ou le changement du rang des missions diplomatiques[13] ;
- il reçoit les lettres d’accréditation des représentants des autres États en Roumanie[14] ;
- il est le commandant des forces armées de Roumanie[15] ;
- en vertu de l’article 94, il exerce également les attributions suivantes :
  - il décerne des décorations et des titres honorifiques,
  - il confère les grades de maréchal, de général et d'amiral,
  - il nomme aux fonctions publiques, dans les conditions déterminées par la loi,
  - et il accorde la grâce individuelle.

## Statut présidentiel

### Statut en droit civil
L'article 84(2) dispose que « le président de la Roumanie jouit de l'immunité ». L'article renvoie aussi à l'article 72(1) qui dispose que le président « ne peu[t] être rendu responsable juridiquement des votes ni des opinions politiques exprimées dans l'exercice de [son] mandat ».

### Résidence
Le président réside au palais Cotroceni à Bucarest.

## Succession

### Vacance
Si la fonction devient vacante, à la suite de la démission, du décès ou de la suspension du président en exercice, le président du Sénat le remplace comme président par intérim (Președinte Interimar al României) dans l'attente de nouvelles élections. Si celui-ci n'est pas en mesure ou ne souhaite pas assumer cette charge, c'est le président de la chambre des députés qui assure l'intérim. Le président par intérim ne peut pas s'adresser au Parlement, dissoudre le parlement ou appeler à un référendum.

### Suspension
Un président en exercice qui violerait la Constitution peut être suspendu par le parlement dans une session jointe. Si la motion de suspension est adoptée, un référendum est organisé dans les 30 jours pour une éventuelle révocation.
Si le Sénat et la Chambre des députés, dans une session jointe, accusent le président de haute trahison, le président est suspendu de ses fonctions. Ces accusations sont alors jugées par la Haute cour de cassation et de justice. Si le président est reconnu coupable de haute trahison, il est démis de ses fonctions.
Le premier président à avoir été suspendu est Traian Băsescu, le 20 avril 2007 ; après un référendum organisé le 19 mai, il reprend ses fonctions. À nouveau suspendu en 2012, Traian Băsescu retrouve ses fonctions à la suite d'un référendum invalidé en raison d'une participation insuffisante.

## Présidents successifs

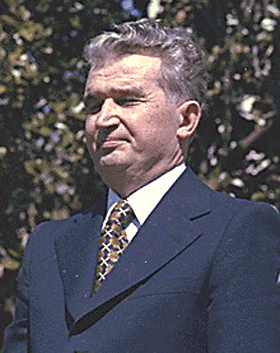
Nicolae Ceaușescu 1974-1989
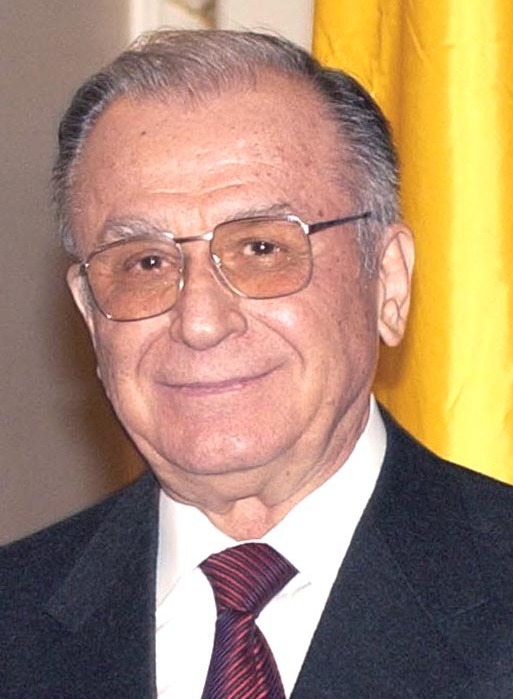
Ion Iliescu 1989-1996
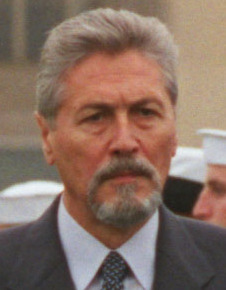
Emil Constantinescu 1996-2000
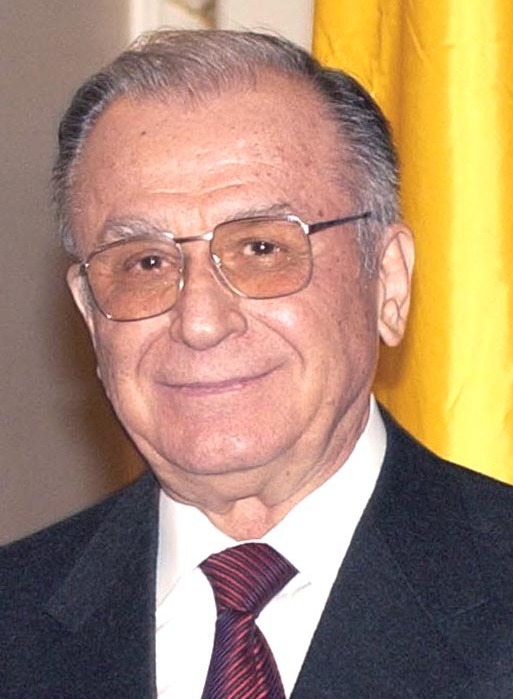
Ion Iliescu 2000-2004
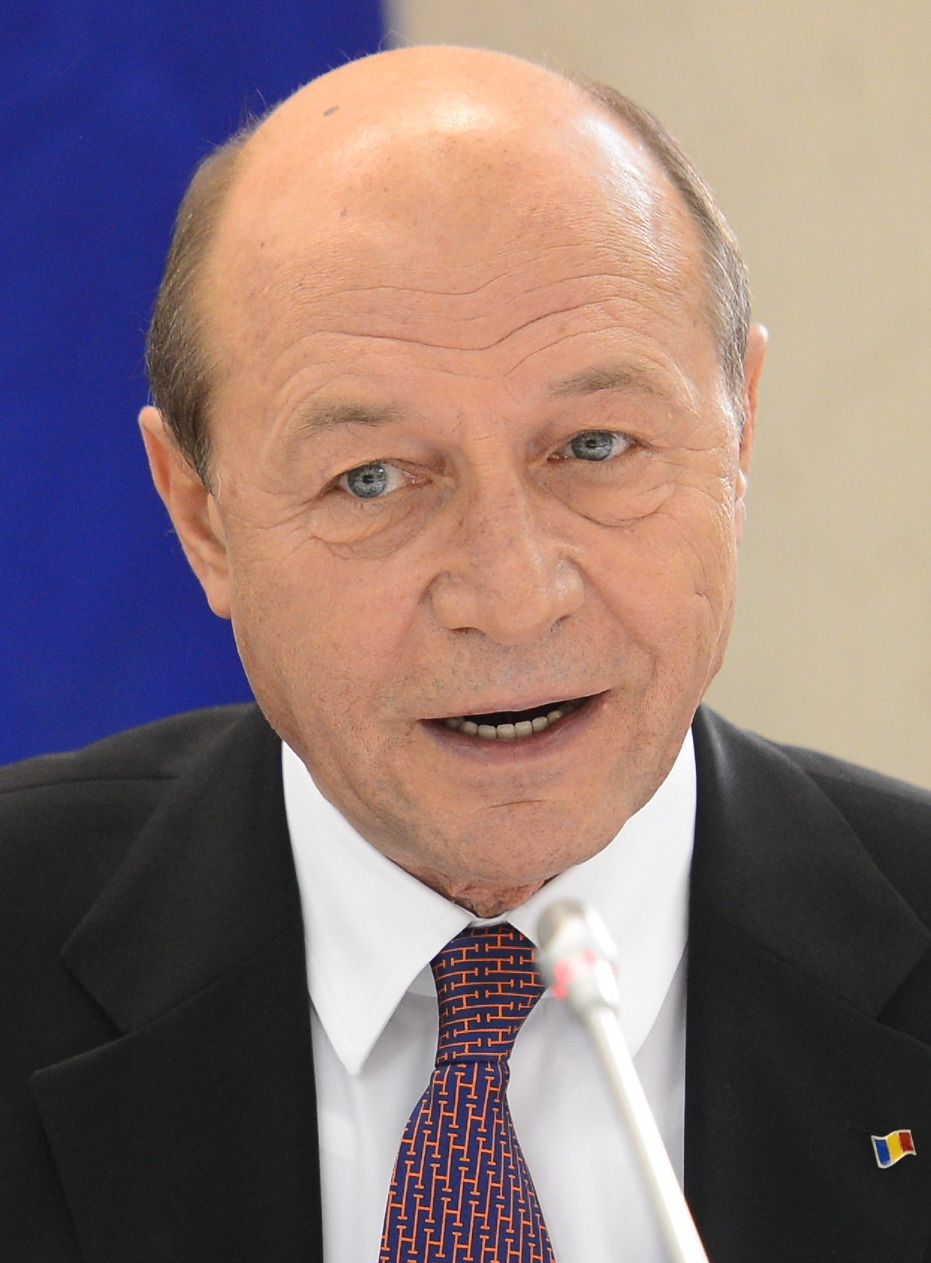
Traian Băsescu 2004-2014
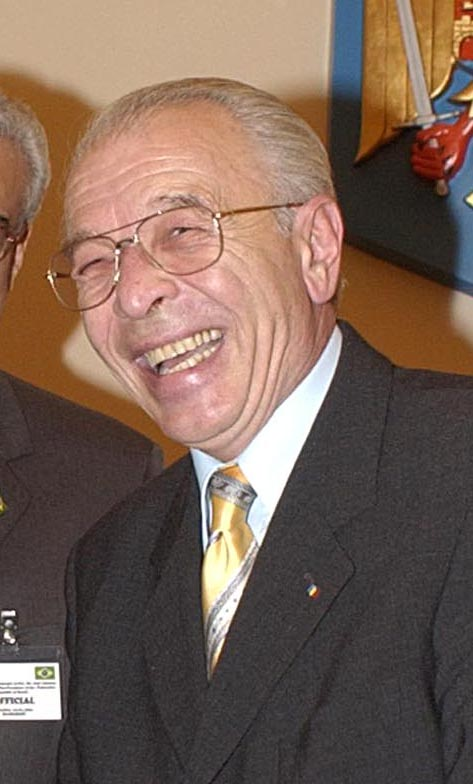
Nicolae Văcăroiu                                                                                2007 (intérim)
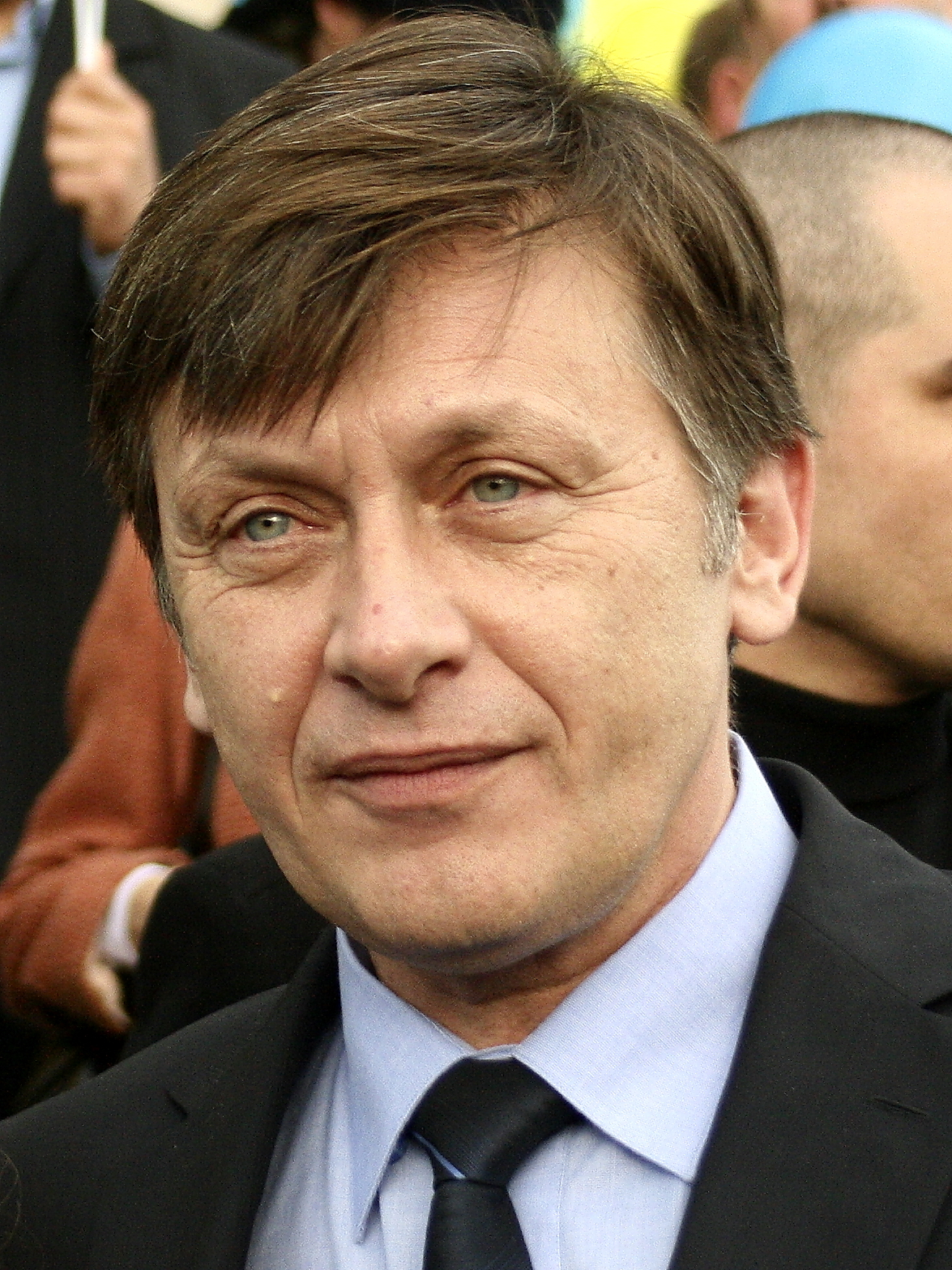
Crin Antonescu                                                                                         2012 (intérim)
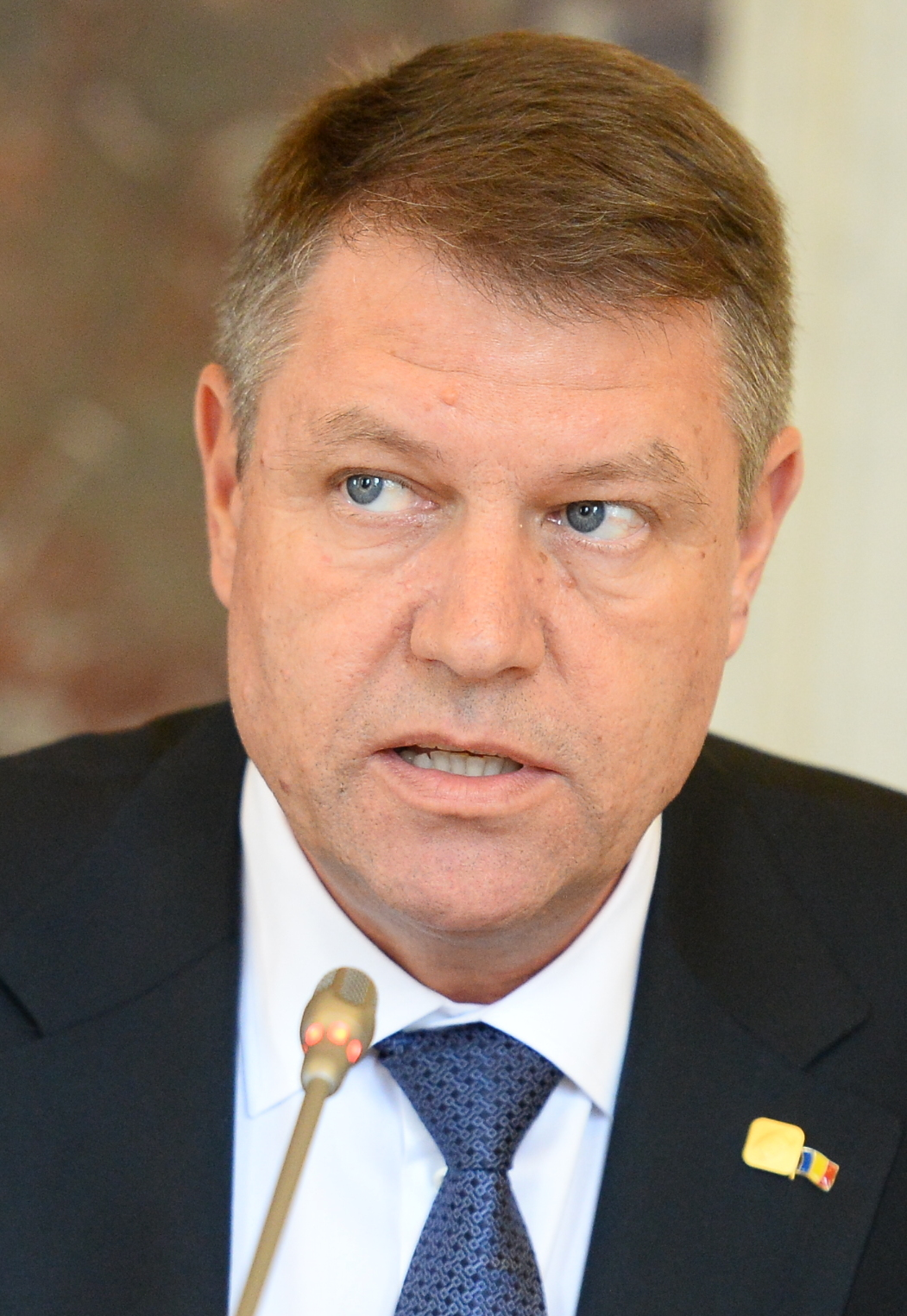
Klaus Iohannis 2014-2025
Ilie Bolojan 2025 (intérim)
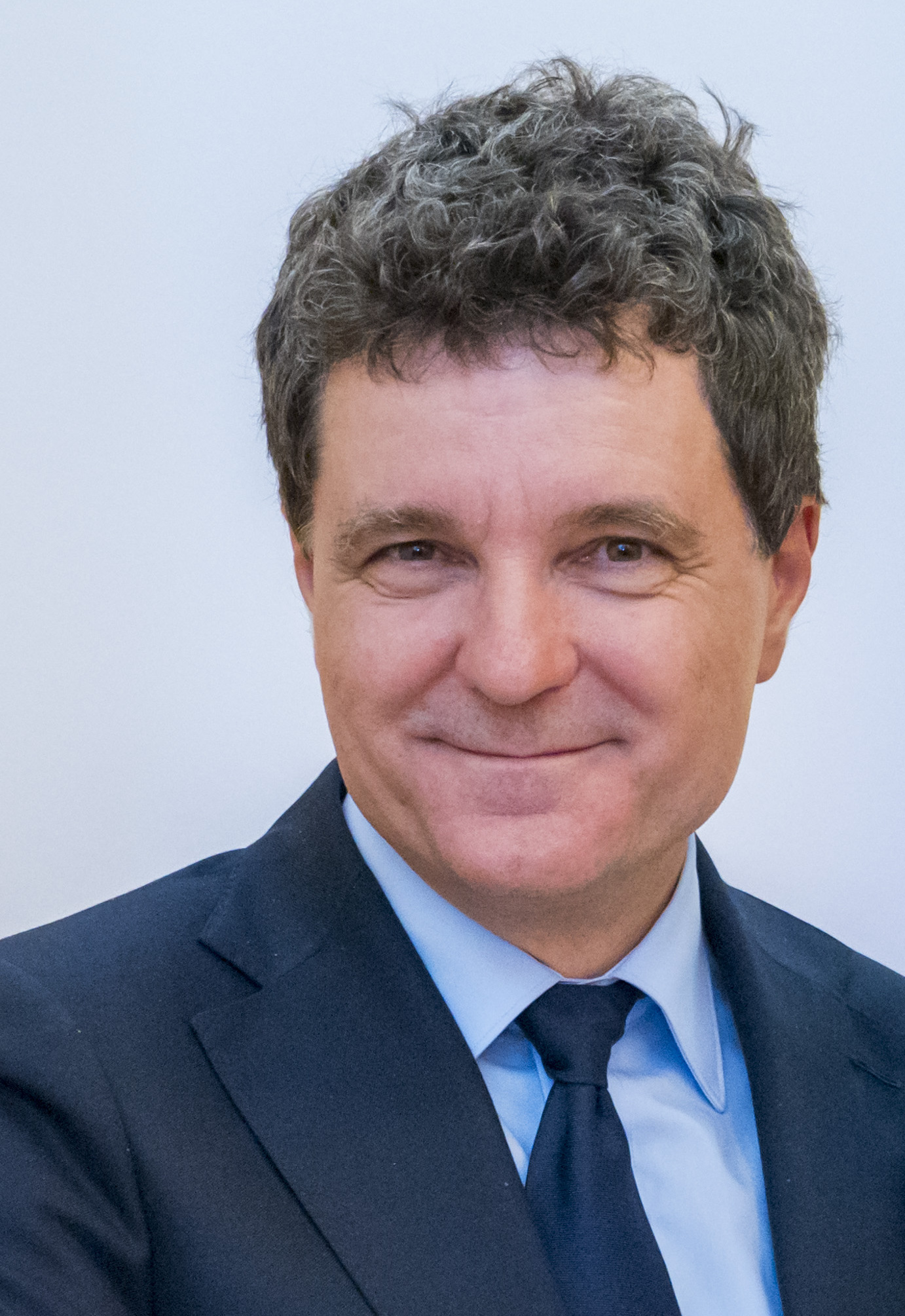
Nicușor Dan 2025-

## Sources

## Compléments